# اراک (داغستان)
اراک (به لاتین: Arak) یک منطقهٔ مسکونی در روسیه است که در داغستان واقع شده‌است.